# Cesta I. triedy 15
Die Cesta I. triedy 15 (slowakisch für ‚Straße 1. Ordnung 15‘), kurz I/15, ist eine Straße 1. Ordnung in der Slowakei. Sie befindet sich im Osten des Landes und entstand aus der teilweise hochgestuften Straße II/558 und ganz hochgestuften Straße II/557.
Die Straße beginnt bei Vranov nad Topľou und verläuft Richtung Norden, am rechten Ufer der Ondava. Bei Slovenská Kajňa wechselt sie auf linksufrige Seite und verläuft nun in der Ondavská vrchovina. Auf etwa 16 km führt sie entlang des Stausees Veľká Domaša. 10 km nach dem Stausee erreicht sie die Stadt Stropkov. 6 km hinter der Stadt endet sie an der Straße 1. Ordnung 21, auf halbem Weg zwischen Stropkov und Svidník.